# 劇団鳥獣戯画
劇団鳥獣戯画（げきだんちょうじゅうぎが）は、日本の劇団である。

## 概要
劇団「暫」で、つかこうへいらと共に活動していた知念正文が、なにものにもとらわれない新しいエンターテイメントを目指し、現在もメンバーである石丸有里子らと1975年に結成。主に座長である知念とかとう知恵理のオリジナル作品を上演している。
日常のレッスンでは、ベテランの俳優も新人も一緒にレッスンを受け、現在は、歌、ジャズダンス、タップダンス、三味線のレッスンを定期的に講師を招いて受けている。年に2回の定期公演を主軸に、中学・高校での芸術鑑賞会公演などの公演も行っている。劇団の所在地である埼玉県入間市の「ドラマフェスタin入間」にも積極的に参加し、市民ミュージカルの上演を行っている。
また、美内すずえの『ガラスの仮面』に登場する、『劇団一角獣』のモデルになった劇団でもある。

## 主なメンバー
- 知念正文（座長・作家・演出家・振付家）役者での表記の場合は「ちねんまさふみ」と平仮名で表記する。
- 石丸有里子（女優）
- 知恵理かとう（作家・演出家）
- 樋口春香（女優）
- 竹内くみこ（女優）
- 石出知（男優）
- ユニコ（女優）

かつてお笑いコンビの『北陽』の虻川美穂子・伊藤さおりが在籍していた。

## 舞台以外
- 笹本祐一原作の小説『妖精作戦』がNHK-FMのアドベンチャーロードでラジオドラマ化された際に、ちねんまさふみが「沖田玲郎」石丸有里子が「鳴海つばさ」を演じた。当時の出演者は、長谷有洋・田の中勇・塩沢兼人など。1989年にNHKソノラマカセット文庫よりラジオ放送されたものが発売された。
- ディズニー・チャイルド・パック

ポニーキャニオンから販売された、絵本とドラマCD（またはカセット）がセットになった子ども向け作品。
- - 『シンデレラ』　シンデレラ…石丸有里子　王子…ちねんまさふみ
  - 『不思議の国のアリス』　白うさぎ・月うさぎ…ちねんまさふみ　ハートの女王…石丸有里子
  - 『ダンボ』　ダンボ・ジャンボ…石丸有里子　チモン…ちねんまさふみ

## 公演記録
- 1976年
  - 「銭っこ馬とユビュ王の冒険」（旗揚げ公演）タロー村ミニホール
  - 「夢のサナトリウム」 劇団アトリエ

- 1977年
  - 「大海原」 劇団アトリエ
  - 「オレンジ色のオットットット」 劇団アトリエ
  - 「太助と彦左とあんず姫」 劇団アトリエ (土曜劇場)
  - 「知念正文の超男性」 劇団アトリエ(土曜劇場)

- 1978年
  - 「魔人街」劇団アトリエ
  - 「家」 劇団アトリエ

- 1979年
  - 「新・魔人街」（パルコドラマフェスティバル）パルコ裏テント
  - 「死神の花嫁」 新宿サブナード・渋谷トップドッグ・新宿モダンアート
  - 「ピーターパンの墜ちる日」 劇団アトリエ

- 1980年
  - 「太助と彦左とあんず姫」 新宿サブナード(投げ銭芝居)
  - 「千夜一夢物語」 劇団アトリエ
  - 「迷い犬」 劇団アトリエ

- 1981年 
  - 「好色五人女」 劇団アトリエ
  - 「モンスターママの中華風スープ」 劇団アトリエ
  - 「オイディップス坊やの犯罪白書」 劇団アトリエ

- 1982年
  - 「好色一代男」 池袋シアターグリーン
  - 「100万回生きた猫」 劇団アトリエ
  - 「シェイクスピアがやって来る！ヤァ！ヤァ！ヤァ！」 劇団アトリエ

- 1983年
  - 「好色五人女」 下北沢ザ・スズナリ
  - 「マダムモンスターの料理店」 カフェテアトロもりえーる
  - 「魔人街」 劇団アトリエ

- 1984年 
  - 「好色五人女」「好色一代男」 下北沢ザ・スズナリ
  - 「白浪五人男」 こまばアゴラ
  - 「スポック博士の育児書」 こまばアゴラ

- 1985年 
  - 「好色五人女」「好色一代男」「白浪五人男」 下北沢ザ・スズナリ
  - 「好色五人女」「好色一代男」「白浪五人男」（連続公演）マガジンハウスビデオフォーラム劇団アトリエ
  - 「好色五人女」（初の若手公演）劇団アトリエ
  - 「エム氏は電気雀を飼うことができるでしょうか？」 下北沢ザ・スズナリ

- 1986年
  - 「桜姫恋袖絵」 下北沢ザ・スズナリ
  - 「東海道四谷怪談」下北沢ザ・スズナリ

- 1987年 
  - 「真夏の夜の夢」（初の地方公演）札幌本多小劇場
  - 「真夏の夜の夢」 下北沢ザ・スズナリ
  - 「千夜一夢物語」（番外若手公演) 下北沢ザ・スズナリ
  - 「真夏の夜の夢」 松本市民会館
  - 「ベニスの商人」 下北沢ザ・スズナリ

- 1988年
  - 「好色五人女（決定版）」 下北沢本多劇場・大阪近鉄小劇場
  - 「プレビュー公演桃太郎くんがゆく」 ニッポン放送ラジオハウス銀河
  - 「桃太郎くんがゆく」下北沢ザ・スズナリ

- 1989年
  - 「桃太郎くんがゆく」（こけら落とし公演） 横浜相鉄本多劇場・名古屋名演小劇場・大阪近鉄百貨店アート館
  - 「桜姫恋袖絵」 スベースゼロ
  - 「ブレビユー公演つるつるり」 ニッポン放送ラジオハウス銀河・横浜博覧会開港ホール
  - 「つるつるり」 下北沢本多劇場・横浜相鉄本多劇場・みろくの里国際演劇祭
  - 「Snow White in ゾンビニエンス・ストア」（ゾンビシリーズ第1弾）下北沢ザ・スズナリ

- 1990年
  - 「好色五人女」（下丸子演劇ふぇすた90） 大田区民プラザ
  - 「好色一代男」 下北沢本多劇場
  - 「ゾンビレラ」（ゾンビシリーズ第2弾） 劇団アトリエ
  - 「トリッピング・ミスターじじい」 下北沢ザ・スズナリ・ビープ・ベースメントシアター

- 1991年
  - 「真夏の夜の夢」下北沢本多劇場・浜松フォルテホール
  - 「番町皿ゾンビ」（ゾンビシリーズ第3弾） 初台SKスタジオ
  - 「トリッピング・ミスターじじい」 下北沢ザ・スズナリ・名古屋NBNホール　他

- 1992年
  - 「白浪五人男」（下丸子演劇ふえすた92） 大田区民プラザ・草加アコスホール
  - 「雲にのった阿国」（つるつるり改め） 下北沢本多劇場
  - 「桃太郎くんがゆく」（松本現代演劇フエスティバル） 松本市民会館
  - 「陽はまだ昇らない」下北沢ザ・スズナリ・横浜相鉄本多劇場・ビープ・ベースメントシアター　他
  - 「ゾンビノッチオ」（ゾンビシリーズ第4弾） ウエストエンド・スタジオ

- 1993年
  - 「桃太郎くんがゆく」（第3回下北沢演劇祭）下北沢本多劇場
  - 「土蜘蛛女のキス」（全労済演劇フェスティバル） 新宿全労済ホールスペース・ゼロ
  - 「うしろの正面だ〜れもいない」ビープ・ベースメントシアター・下北沢ザ・スズナリ

- 1994年
  - 「ゾンビはねばいものがお好き？！」（ゾンビシリーズ第5弾）　新宿プーク人形劇場
  - 「好色五人女」下北沢本多劇場
  - 「家族ダンス」ビープ・ベースメントシアター・下北沢ザ・スズナリ・横浜相鉄本多劇場・秋田アイホーム本多劇場

- 1995年
  - 「SUKEROKU」下北沢本多劇場
  - 「はちかつぎ姫異聞」渋谷ジァン・ジァン他
  - 「幸福の黄色いゾンビ」（ゾンビシリーズ第6弾）新宿プーク人形劇場
  - 「お母さんはフランケンシュタイン」横浜相鉄本多劇場・下北沢ザ・スズナリ

- 1996年
  - 「真夏の夜の夢」下北沢本多劇場
  - 「ぞっ？！」（ゾンビシリーズ第7弾）新宿プーク人形劇場
  - 「プリミエールをどうぞ」横浜相鉄本多劇場・下北沢ザ・スズナリ

- 1997年
  - 「雲にのった阿国」下北沢本多劇場
  - 「ゾンビレラ'97」（ゾンビシリーズ第8弾）新宿プーク人形劇場
  - 「ヴェニスの商人」横浜相鉄本多劇場・下北沢ザ・スズナリ

- 1998年
  - 「好色五人女」下北沢本多劇場
  - 「ずっぴょん？！」（ゾンビシリーズ第9弾）新宿プーク人形劇場
  - パフォーマンスドラマ「ガリバーがいっぱい」相鉄本多劇場・下北沢ザ・スズナリ

- 1999年
  - むごん劇かんぱにい+劇団鳥獣戯画　大正浪漫雑芸集「モダンダモン」神奈川県立青少年センターホール・下北沢本多劇場
  - 歌舞伎ミュージカル「桜姫恋袖絵〜さくらひめらぷそでぃ〜」下北沢本多劇場
  - 新装開店知恵理丸シリーズ「豆の木になれなかった豆」中野ザ・ポケット
  - パフォーマンスドラマ「お母さんはフランケンシュタイン」横浜相鉄本多劇場下北沢ザ・スズナリ

- 2000年
  - 「なにして遊ぶ？」劇場MOMOオープニングフェスティバル
  - 2000都民芸術フェスティバル　パフォーマンスサーカス「サーカス物語」特設テント
  - 知恵理丸シリーズ「ウィンナーワルツ」中野ザ・ポケット
  - 第1回アイピット目白　キッズ・ステージ「なにして遊ぶ？」アイピット目白
  - 「カリフォルニア・ドリーミン」横浜相鉄本多劇場/下北沢ザ・スズナリ